# E6 (európai út)
Az E6 európai út Európa északi részén a Skandináv-félsziget nyugati oldalán halad végig észak-déli irányban, 3140 km hosszan. 
Két országon halad át Norvégia és Svédország. Északi kiindulópontja Norvégiai Kirkenes és a Svédországi Trelleborgig tart. Tysfjordnál kompjárat köti össze a két utat. Az E6 Svédországban autópálya. Norvégiában déli részén, Oslo környékén csak rövidebb szakaszokon autópálya (ahol elektronikus útdíjat is szednek, beleértve a személyautókat). Északabbra országos főútvonal, szélessége általában 7-9 méter. A forgalma általában élénk, ez Norvégia fő közúti ütőere.

## Települései
- Norvégia: Kirkenes, Karasjok, Lakselv, Alta, Burfjord, Badderen, Oksfjordhamn, Storslett, Skibotn,˙Oteren, Nordkjosbotn, Andselv, Narvik, Fauske, Rognan, Mo i Rana, Mosjøen, Steinkjer, Verdal, Levanger, Skogn, Stjørdal, Trondheim, Melhus, Støren, Berkák, Oppdal, Dombås, Otta, Vinstra, Hundorp, Lillehammer, Moelv, Hamar, Jessheim, Oslo, Moss, Sarpsborg
- Svédország: Strömstad, Tanum V, Munkedal, Hogstorp, Stenungsund, Jörlanda, Kungälv, Göteborg, Kungsbacka, Varberg, Falkenberg, Halmstad, Helsingborg, Landskrona, Malmö, Trelleborg

## Norvégia

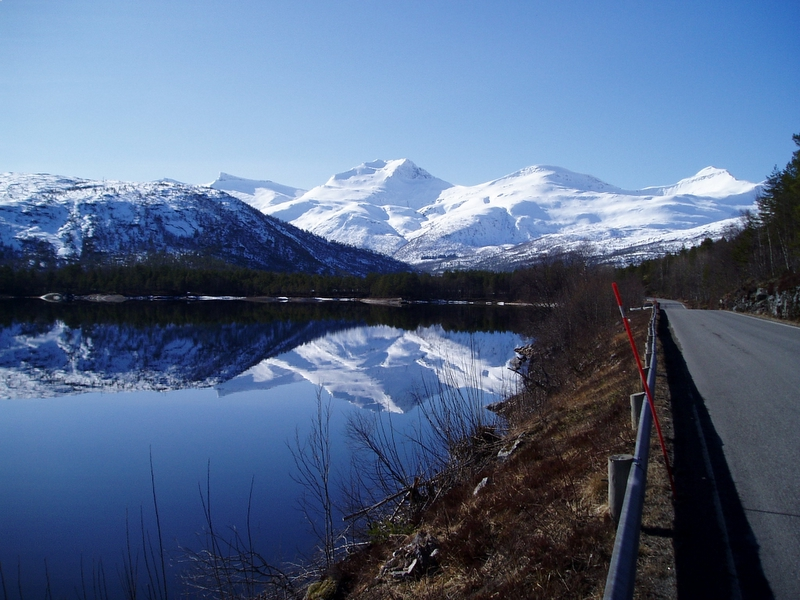
Az E6 Narvik közelében

Jelzés:
- E6: Kirkenes - Skjeberg

## Svédország

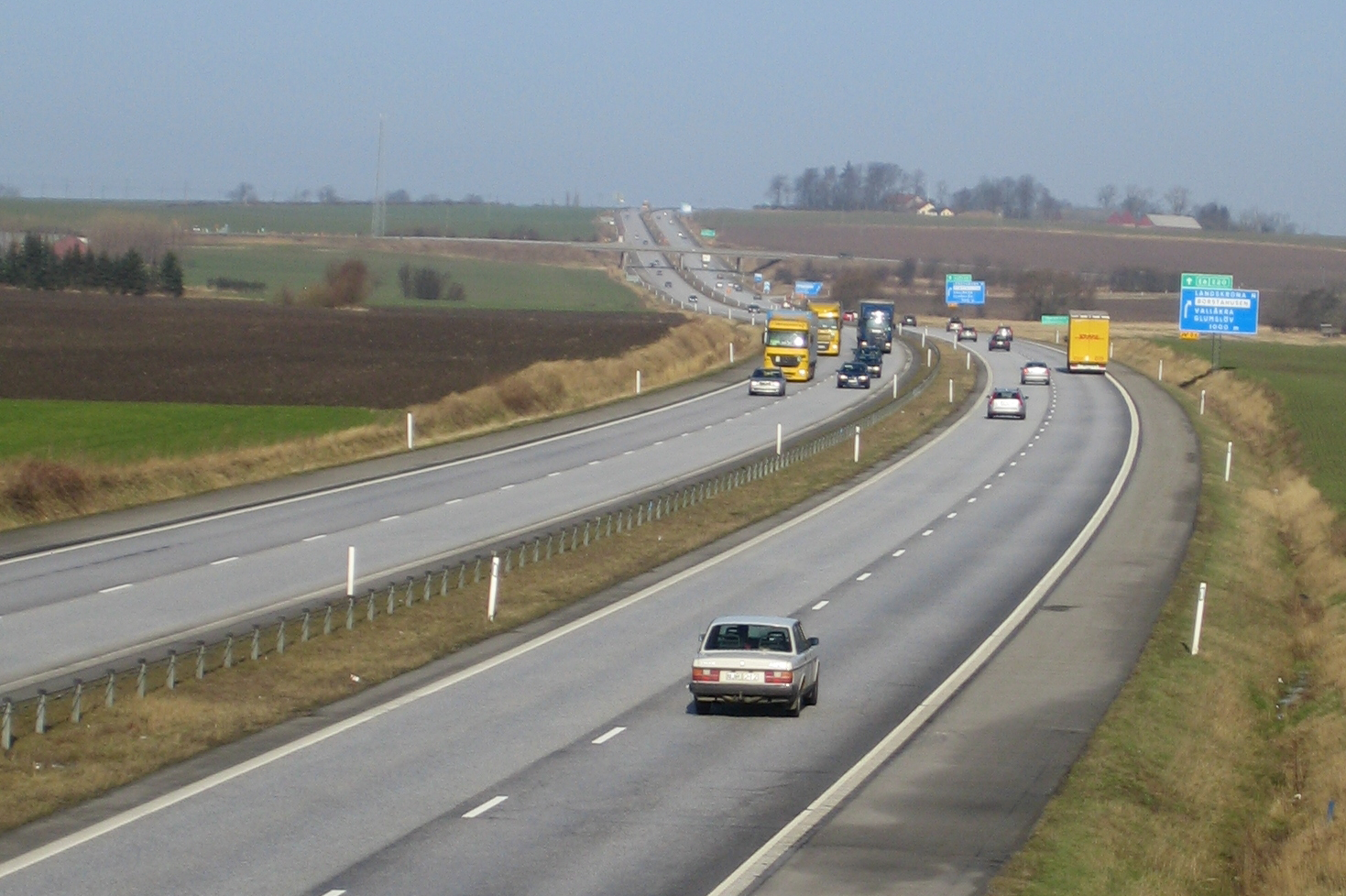
Az E6 Malmö közelében

Jelzés:
- E6: Strömstad - Trelleborg